# Bārbad
Bārbad (persisch باربد) (* in Dschahrom) war ein Musiker und Dichter am Hofe des Sassanidenkönigs Chosrau Parwiz (regierte 590–628).
Er spielte die Laute Barbat und entwarf ein modales Musiksystem, das als ältestes nachweisbares Musiksystem des gesamten Nahen und Mittleren Ostens gilt und dessen Spuren sich noch heute unter anderem in der Bezeichnung bestimmter Dastgāhs bzw. Maqāmāt der heutigen persischen, arabischen sowie türkischen Kunstmusik wiederfinden. Ihm wird von späteren Dichtern die modale Einteilung in 7 Ḫosrawānī (= „die Königlichen“), entsprechend den Tagen der Woche, 30 Laḥn (arab. = „Melodie“), entsprechend den Tagen des Monats, und 360 Dastān, entsprechend den Tagen des Jahres nach dem sassanidischen Kalender, zugeschrieben. Auf diese Art und Weise habe er täglich die Modi der jeweiligen Stimmung seines königlichen Publikums angleichen können. Ebenso informierte er den König über den Verlust seines Lieblingspferdes Schabdīz, indem er in Anspielung auf den Vorfall ein Stück improvisierte.
Weitere berühmte Musiker der Zeit waren Rāmtin, Sarkasch (Barbads Vorgänger als Hofmusiker), Bāmschād, Āzādvār-i Čangī und der Harfner Nakisā, der vermutlich griechischer Herkunft war.